# خواجة نقر الدين الجشتي
خواجة نقر الدين الجشتي (المعروف اليوم باسم شال بير بابا) كان وليًّا صوفيًا وكان أيضًا زعيمًا للسادة المودوديين في بلوشستان والسند، الواقعتان في باكستان اليوم.
هاجر نقر الدين مودود الجشتي إلى كويتا قبل 600 عام من جشت، في أفغانستان اليوم، وأقام بالقرب من حصن المدينة الذي أعطى المدينة اسمها الأصلي، كواتا (تلة من الأرض). دُفن الجشتي هنا بعد وفاته ويقع ضريحه بالقرب منه.

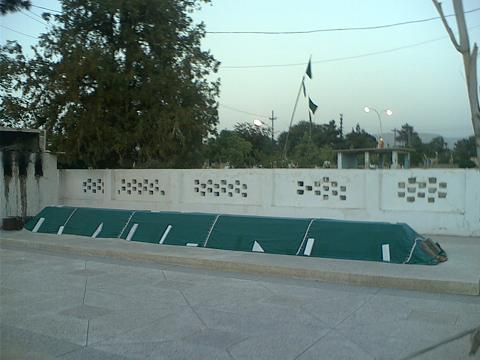
قبر شال بير بابا، 2008

## الأسماء
حصل نقر الدين في هذا العصر على اسم ثاني "شال بير بابا" وهو أحد أسماء كويتا المبكرة، شالكوت. ويُعرف أيضًا باسم "نوجازا بابا" (أي ذو طول 9 ياردات)، بسبب طول قبره.

### شجرة العائلة
- الإمام علي بن أبي طالب ، مدفون في مسجد الإمام علي في النجف ، العراق . {17 مارس 599 - 28 فبراير 661، يبلغ من العمر 61 عامًا}
- الإمام الحسين بن علي ، مدفون في مرقد الإمام الحسين في كربلاء ، العراق . (B4h D60h)
- الإمام الحسن بن علي السجاد، زين العابدين، دفن في جنة البقيع المدينة المنورة . (Bh D94h)
- دفن الإمام محمد بن علي الباقر العلوم في جنة البقيع بالمدينة المنورة . (Bh D114h)
- الامام جعفر الصادق الصادق – في جنة البقيع المدينة المنورة . (B80h D148h)
- الإمام موسى الكاظم الكاظم في الكاظمية في بغداد العراق . (ب128ح د183ح)
- الإمام علي بن موسى الرضا في مرقد الإمام الرضا مشهد . (ب153ح د203ح)
- الإمام محمد بن علي التقي الجواد في الكاظمية ببغداد العراق . (B195h D220h)
- الامام علي الهادي النقي في الجامع العسكري في سامراء العراق . (B214h D254h)
- الإمام الحسن العسكري في مسجد العسكري في سميرة العراق. (B232h D260)
- سيد الإمام عبد الله علي أكبر بن حسن العسكري . (B238h D292h)
- أبو محمد الحسين في تشيست هيرات أفغانستان. (ب---ح د352ح)
- أبو عبد الله محمد في جشت هرات أفغانستان . (B270h D324h)
- أبو جعفر إبراهيم في جشت هرات أفغانستان . (Bh D370h)
- شمس الدين أبو نصار محمد سمعان في جالاندار الهند. (Bh D398h)
- أبو يوسف بن سمعان في جشت هرات أفغانستان . (ب375ح د459ح)
- قطب الدين مودود جشتي في جشت هرات أفغانستان . (B430h D527h)
- ركن الدين حسين جشتي في جشت هرات أفغانستان . (B545h D635h)
- قدوة الدين محمد في جشت هرات أفغانستان . (ب584ح د624ح)
- قطب الدين
- عود الدين خواها أبو أحمد سيد محمد في جشت ، هرات، أفغانستان
- تقي الدين يوسف في جشت هرات أفغانستان . (B662h D745h)
- نصار الدين وليد في جشت هرات أفغانستان . (B727h D820h)
- خواجة نصرت الدين الملقب بشال بير بابا جشتي مودودي في كويتا، كانت، بلوشستان، باكستان .

## طالع أيضًا

مودوي تشيشتي كيراني كويتا بلوشستان باكستان

- مودود تشيشتي
- خواجة ولي كيراني